# De weg naar Selma
De weg naar Selma is een stripalbum dat voor het eerst is uitgegeven in 1991 met Tome als schrijver, Philippe Berthet als tekenaar, Philippe Berthet en Michel Dubois als inkleurders en Yves Amateis als grafisch ontwerper. Deze uitgave werd uitgegeven door Dupuis in de collectie vrije vlucht. Deze uitgave werd heruitgegeven in november 1998.